# Christine von Weizsäcker

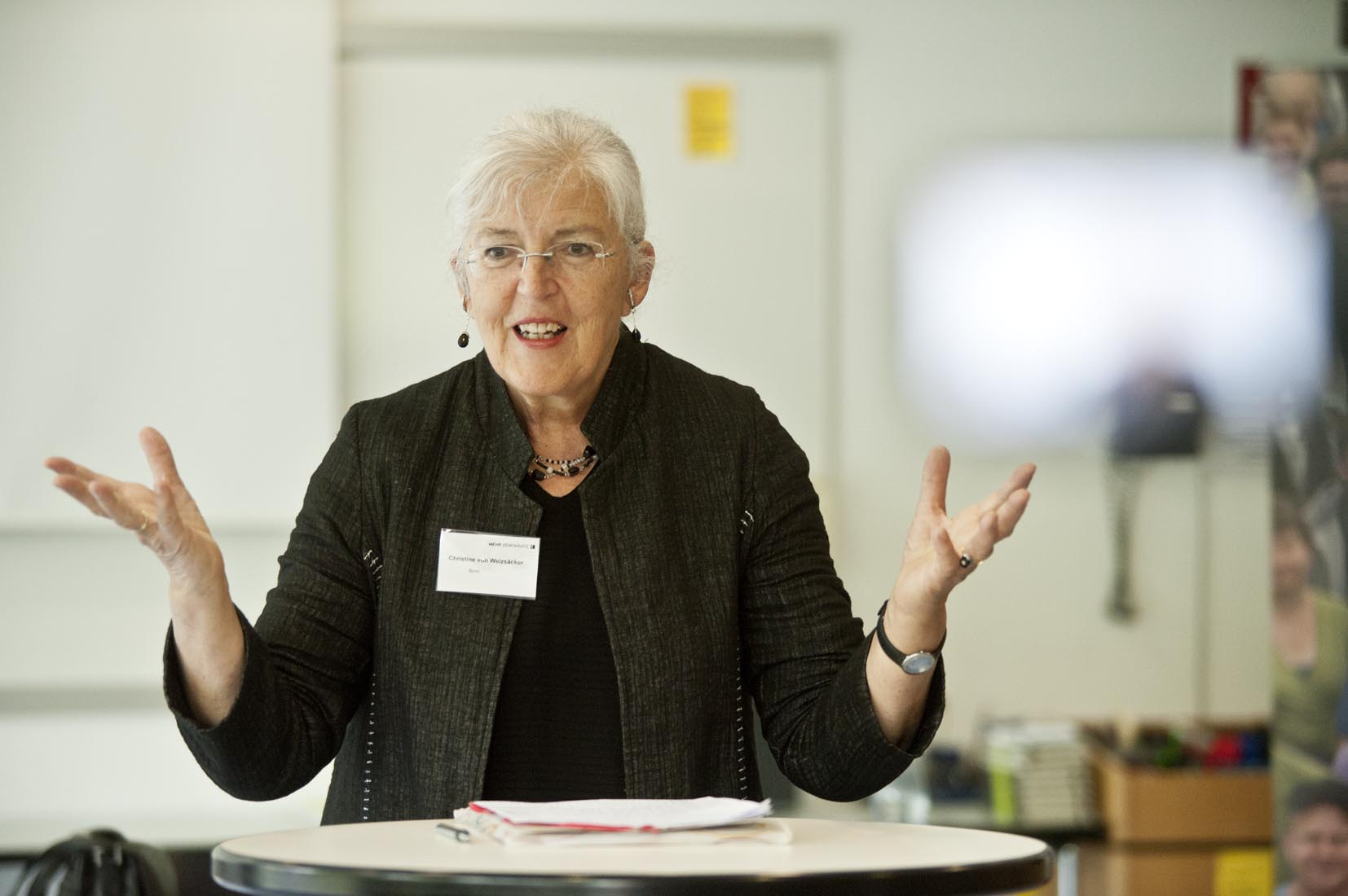
Christine von Weizsäcker (2011)

Christine Freifrau von Weizsäcker (* 20. Februar 1944 in Pforzheim als Christine Radtke) ist eine deutsche Biologin und Umwelt-Aktivistin.

## Leben
Christine von Weizsäcker ist die Tochter des Arztes Arnold Radtke (1914–2008) und dessen Frau Erika Bechtle und wuchs als ältestes von fünf Geschwistern auf. Sie studierte Biologie in Freiburg, Köln und Edinburgh. Sie ist seit 1969 mit dem SPD-Politiker und Naturwissenschaftler Ernst Ulrich von Weizsäcker verheiratet. Gemeinsam haben sie fünf Kinder.

## Werk
Christine von Weizsäcker prägte gemeinsam mit ihrem Mann den Begriff der Fehlerfreundlichkeit. Darüber hinaus machte sie sich einen Namen für ihr langjähriges wissenschaftliches und politisches Engagement für Biodiversität und gegen Gentechnik. Insbesondere hat sie an der gentechnikkritischen Ausgestaltung des Cartagena-Protokolls, der internationalen Vereinbarung über die biologische Sicherheit, mitgewirkt.

## Funktionen und Mitgliedschaften
- Präsidentin von Ecoropa[2]
- Kuratorium der Stiftung Warentest
- Mitbegründerin der Heinrich-Böll-Stiftung
- Mitglied im Vorstand der Vereinigung Deutscher Wissenschaftler
- Mitglied im wissenschaftlichen Beirat des Gen-ethischen Netzwerkes

## Ehrungen
- 2006: Kant-Weltbürger-Preis der Freiburger Kantstiftung[3]
- 2009: Bayerischer Naturschutzpreis
- 2012: Nachhaltigkeitspreis der Neumarkter Lammsbräu
- 2014: Umweltpreis „Trophée de femmes“[4]
- 2017: Umweltpreis von B.A.U.M.[5]

## Veröffentlichungen (Auswahl)
- Christine von Weizsäcker: Fehlerfreundlickeit. In: Offenheit Zeitlichkeit Komplexitaet. 1984.
- Christine von Weizsäcker: Gentechnik: unerledigte politische Hausaufgaben. In: Jahrbuch Ökologie 1993. C.H.Beck, 1992.
- Christine von Weizsäcker (Hrsg.): Mit Wissen, Widerstand und Witz. Herder, Freiburg im Breisgau 1992, ISBN 3-451-04093-X.
- Christine von Weizsäcker, Florianne Koechlin, Daniel Altmann: Mythos Gen. Utzinger-Stemmle, Rieden bei Baden, Schweiz 1997, ISBN 3-908688-14-0.